# Djevelmakt
Djevelmakt är det norska black metal-bandet Kampfars sjätte studioalbum, utgivet 2011 av skivbolaget Indie Recordings. Albumet spelades in i Knøsesmauet Studio i Bergen och i Abyss Studio i Pärlby i Sverige.

## Låtlista
1. "Mylder" – 6:36
2. "Kujon" – 7:10
3. "Blod, eder og galle" – 6:24
4. "Swarm Norvegicus" – 5:36
5. "Fortapelse" – 4:40
6. "De dødes fane" – 5:47
7. "Svarte sjelers salme" – 3:37
8. "Our Hounds, Our Legion" – 7:39

- Text: Dolk (spår 1, 2, 4–6, 8), Ask (spår 3, 7)
- Musik: Kampfar

## Medverkande
Musiker (Kampfar-medlemmar)
- Dolk (Per-Joar Spydevold) – sång
- Jon Bakker – basgitarr
- Ask (Ask Ty Ulvhedin Bergli Arctander) – trummor, bakgrundssång
- Ole Hartvigsen – gitarr, keyboard

Produktion
- Jonas Kjellgren – producent, ljudtekniker, mastering
- Peter Tägtgren – ljudmix
- Robert Høyem – omslagsdesign
- Zdzisław Beksiński – omslagskonst
- John Charles Dollman – omslagskonst